# U 136 (U-Boot, 1941)
U 136 war ein deutsches U-Boot vom Typ VII C, das im Zweiten Weltkrieg von der deutschen Kriegsmarine eingesetzt wurde.

## Geschichte
Der Auftrag für das Boot wurde am 7. August 1939 an die Vegesacker Werft in Bremen vergeben. Die Kiellegung erfolgte am 2. Oktober 1940, der Stapellauf am 5. Juli 1941. Die Indienststellung unter Kapitänleutnant Heinrich Zimmermann fand schließlich am 30. August 1941 statt.
Das Boot gehörte nach seiner Indienststellung am 30. August 1941 bis zum 31. Dezember 1941 als Ausbildungsboot zur 6. U-Flottille in Danzig. Nach der Ausbildung gehörte U 136 vom 1. Januar 1942 bis zu seiner Versenkung am 11. Juli 1942 als Frontboot zur 6. U-Flottille in St. Nazaire.

## Einsatzstatistik
Kommandant Zimmermann führte U 136 auf drei Unternehmungen, auf denen er sieben Schiffe mit 25.499 BRT versenken und zwei Schiffe mit 13.996 BRT beschädigen konnte.

### Erste Unternehmung
Das Boot lief am 22. Januar 1942 um 6:00 Uhr von Kiel aus und lief am 23. Januar 1942 um 19:05 Uhr in Kristiansand ein. Es lief am 24. Januar 1942 um 9:05 Uhr wieder von dort aus, und am gleichen Tag um 11:00 Uhr, wegen Schneetreibens, wieder ein. Es lief am 26. Januar 1942 um 3:00 Uhr von Kristiansand aus und lief am gleichen Tag um 14:03 Uhr in Stavanger ein. Es lief am 27. Januar 1942 um 8:00 Uhr von Stavanger aus und lief am gleichen Tag um 11:20 Uhr in Kopevik ein, von dort am 28. Januar 1942 um 9:00 Uhr wieder ausgelaufen, lief das Boot am 28. Januar 1942 in Bergen ein. Endgültig lief U 136 am 30. Januar 1942 von Bergen aus und lief am 1. März 1942 um 12:20 Uhr in St. Nazaire ein. Auf dieser 39 Tage dauernden und zirka 5.400 sm über und 210 sm unter Wasser langen Unternehmung in den Nordatlantik, westlich der Hebriden und der Färöer, sowie der Rockall Bank, wurden vier Schiffe mit 12.792 BRT versenkt. U 136 gehörte zur U-Bootgruppe mit dem Tarnnamen „Schlei“.
- 5. Februar 1942: Versenkung der britischen Korvette HMS Arbutus (Lage) mit 925 BRT. Die Korvette wurde durch einen Fächer aus drei Torpedos versenkt. Sie gehörte zum Konvoi ON-63.

- 11. Februar 1942: Versenkung des norwegischen Motorschiffes Heina (Lage) mit 4.028 BRT. Das Schiff wurde durch einen Torpedo versenkt. Er hatte 6.695 t Stückgut geladen und befand sich auf dem Weg von New York über Halifax nach Liverpool. Das Schiff gehörte zum Konvoi SC-67. Es gab keine Verluste, 30 Überlebende.

- 11. Februar 1942: Versenkung der kanadischen Korvette HMCS Spikenard (Lage) mit 925 BRT. Die Korvette wurde durch einen Torpedo versenkt. Sie gehörte zum Konvoi SC-67. Es gab 77 Tote und acht Überlebende.

- 17. Februar 1942: Versenkung des britischen Motorschiffes Empire Comet (Lage) mit 6.914 BRT. Das Schiff wurde durch zwei Torpedos versenkt. Es hatte 8.672 t Stückgut inklusive Manganerz, Leinsamen und Erdnüsse geladen und befand sich auf dem Weg von Bombay über die Table Bay und Halifax (Nova Scotia) nach Liverpool. Das Schiff gehörte zum Konvoi HX-174 mit 27 Schiffen. Es war ein Totalverlust mit 46 Toten.

### Zweite Unternehmung
Das Boot lief am 24. März 1942 um 18.05 Uhr von St. Nazaire aus und lief am 20. Mai 1942 um 10.15 Uhr wieder dort ein. Auf dieser 57 Tage dauernden und 7.687 sm über und 523 sm unter Wasser langen Unternehmung in den Westatlantik und der USA-Ostküste, wurden drei Schiffe mit 12.707 BRT versenkt und zwei Schiffe mit 13.996 BRT beschädigt.
- 19. April 1942: Beschädigung des US-amerikanischen Tankers Axtell J. Byles mit 8.955 BRT. Der Tanker wurde durch einen Torpedo beschädigt. Er hatte 57.000 Barrel Rohöl und 27.000 Barrel Heizöl geladen und befand sich auf dem Weg von Port Arthur nach New York (USA). Es gab keine Verluste, 39 Überlebende.

- 25. April 1942: Versenkung des britischen Motorschiffes Empire Drum (Lage) mit 7.244 BRT. Das Schiff wurde durch drei Torpedos versenkt. Er hatte Frachtgut geladen und befand sich auf dem Weg von New York (USA) über Kapstadt nach Alexandria. Es gab keine Verluste, 41 Überlebende.

- 28. April 1942: Versenkung des niederländischen Dampfers Arundo (Lage) mit 5.163 BRT. Der Dampfer wurde durch einen Torpedo versenkt. Er hatte Nitrate und Militärgüter geladen und befand sich auf dem Weg von New York City zur Tafelbucht und nach Durban in Südafrika. Es gab sechs Tote und 37 Überlebende.

- 1. Mai 1942: Beschädigung des US-amerikanischen Dampfers Alcoa Leader mit 5.041 BRT. Der Dampfer wurde wahrscheinlich durch einen Torpedo beschädigt. Die Beschädigung wurde nicht bestätigt, der Torpedo könnte auch ein Endstrecken-Detonierer gewesen sein.

- 8. Mai 1942: Versenkung des kanadischen Segelschiffes Mildred Pauline mit 300 BRT. Der Segler wurde durch Artillerie versenkt. Er hatte Melasse geladen und befand sich auf dem Weg von Barbados nach St. John’s. Es war ein Totalverlust.

### Dritte Unternehmung
Das Boot lief am 29. Juni 1942 von Lorient aus und wurde am 11. Juli 1942 versenkt. Auf dieser 13 Tage dauernden Unternehmung in den Mittelatlantik, westlich der Insel Madeira, wurden keine Schiffe versenkt oder beschädigt. U 136 gehörte zur Gruppe mit dem Tarnnamen „Hai“.

## Verbleib
Das Boot wurde am 11. Juli 1942 im Atlantik westlich der Insel Madeira durch Wasserbomben der britischen Fregatte HMS Spey, der Sloop HMS Pelican sowie dem französischen Zerstörer Léopard versenkt. Die Position war 33° 30′ N, 22° 52′ W im Marine-Planquadrat DH 1452. Es war ein Totalverlust mit 45 Toten.